# Sourav Chatterjee
Sourav Chatterjee est un mathématicien indien, spécialiste en statistique mathématique et en théorie des probabilités. Chatterjee est reconnu pour ses travaux sur la méthode de Stein sur les verres de spin et aussi le principe d'Universalité de Lindeberg. Pour ces réalisations, il a reçu une Bourse Sloan en 2007 de la Fondation Alfred P. Sloan et le Tweedie New Researcher Award, en 2008, de l'Institut de statistique mathématique.

## Carrière
Sourav Chatterjee est né le 26 novembre 1979 à Calcutta.
Il a reçu un Baccalauréat et une Maîtrise en Statistique de l'Institut indien de statistiques, à Kolkata, et un doctorat de l'Université Stanford en 2005, où il a travaillé sous la supervision de Persi Diaconis. Chatterjee a rejoint l'Université de Californie à Berkeley, en tant que Professeur Adjoint, puis a obtenu un poste de Professeur Assistant en 2006. En juillet 2009, il est devenu Professeur Associé de Statistique et de Mathématiques à l'Université de Californie à Berkeley. Puis, en septembre 2009, Chatterjee est devenu Professeur Agrégé de Mathématiques au Courant Institute of Mathematical Sciences, Université de New York. Il a passé l'année universitaire 2012-2013 en tant que professeur de Mathématiques et de Statistique à l'Université Stanford. Depuis l'automne 2013, il a rejoint la faculté de l'Université de Stanford en tant que professeur avec des nominations conjointes au département de Mathématiques et de Statistique.
Il est également éditeur associé de la revue Annals of Probability, depuis janvier 2009, et des Annales de l'Institut Henri-Poincaré (B) Probabilités et Statistiques, depuis janvier 2008,,.

## Prix et distinctions
- 2008 Tweedie New Researcher Award, de l'Institut de statistique mathématique[7].
- Bourse Sloan de Recherche en Mathématiques, en 2007-2009[8].
- Prix Rollo Davidson 2010.
- Conférencier IMS Medallion , 2012[9].
- premier lauréat du Prix Doeblin, 2012.
- Prix Loève 2013.
- Orateur du congrès international des mathématiciens en 2014 à Séoul.
- Prix Infosys 2020[10].

## Publications
- Superconcentration and related topics, Springer Verlag 2014